# Daniele nella gabbia dell'orso
Daniele nella gabbia dell'orso (L'Ours) è un film del 1960 diretto da Edmond Séchan.

## Trama
In uno zoo il custode è stato divorato da un orso. Médard che è il suo sostituto vivrà avventure con Gocha, un orso parlante.